# Bendersville
Bendersville é um distrito localizado no estado norte-americano de Pensilvânia, no Condado de Adams.

## Demografia
Segundo o censo norte-americano de 2000, a sua população era de 576 habitantes. 
Em 2006, foi estimada uma população de 607, um aumento de 31 (5.4%).

## Geografia
De acordo com o United States Census Bureau tem uma área de 
1,1 km², dos quais 1,1 km² cobertos por terra e 0,0 km² cobertos por água.

## Localidades na vizinhança
O diagrama seguinte representa as localidades num raio de 16 km ao redor de Bendersville. 